# Raul Samson
Raul Samson (19 de febrero de 1969) es un deportista filipino que compitió en taekwondo. Ganó una medalla de plata en el Campeonato Asiático de Taekwondo de 1990 en la categoría de –50 kg.

## Palmarés internacional
| Campeonato Asiático | Campeonato Asiático | Campeonato Asiático | Campeonato Asiático |
| Año                 | Lugar               | Medalla             | Categoría           |
| ------------------- | ------------------- | ------------------- | ------------------- |
| 1990                | Taipéi ( Taiwán)    | Medalla de plata    | –50 kg              |